# Hvozd (ort i Tjeckien, Olomouc)
Hvozd är en ort i Tjeckien.   Den ligger i regionen Olomouc, i den östra delen av landet, 190 km öster om huvudstaden Prag. Hvozd ligger 501 meter över havet och antalet invånare är 654.
Terrängen runt Hvozd är kuperad norrut, men söderut är den platt. Runt Hvozd är det ganska tätbefolkat, med 86 invånare per kvadratkilometer. Närmaste större samhälle är Litovel, 13,9 km nordost om Hvozd. Trakten runt Hvozd består till största delen av jordbruksmark.